# Alicja po drugiej stronie lustra (film 1982)
Alicja po drugiej stronie lustra (ros. Алиса в Зазеркалье, Alisa w Zazierkale) – radziecki animowany film krótkometrażowy z 1982 roku w reżyserii Jefriema Prużanskiego składający się z czterech 10 minutowych części. Powstał na podstawie utworu Lewisa Carrolla o tym samym tytule.

## Obsada (głosy)
- Marina Niejołowa jako Alicja
- Lija Achiedżakowa jako Biała Królowa
- Michaił Swietin jako Biały Król
- Nikołaj Karaczencow jako Biały Rycerz
- Zinowij Wysokowski jako Tweedledee
- Spartak Miszulin jako Tweedledum
- Tatjana Wasilewa jako Czarna Królowa
- Jewgienij Papierny jako Czarny Rycerz
- Jurij Wołyncew jako Humpty Dumpty
- Rostisław Platt jako Narrator

## Wersja polska
- Wersja polska: Studio Opracowań Filmów w Warszawie
- Reżyseria: Henryka Biedrzycka
- Dialogi: Elżbieta Kowalska
- Dźwięk: Alina Hojnacka
- Montaż: Gabriela Turant
- Kierownictwo produkcji: Mieczysława Kucharska

Źródło: